# Żabi Skoczek
Żabi skoczek (ang. Hop-Frog) – nowela amerykańskiego pisarza Edgara Allana Poego, opublikowana po raz pierwszy w 1849 roku. Tytułowy bohater utworu, karzeł porwany ze swojej ojczyzny, zostaje nadwornym błaznem króla, zainteresowanego w szczególności żartem praktycznym. Nosząc się z zamiarem zemsty na władcy i jego świcie za uderzenie jego przyjaciółki Trippetty, karzeł przebiera ich w czasie balu maskowego za orangutany, a następnie zabija, podpalając kostiumy nieszczęśników.

## Opis fabuły
Żabi skoczek – nadworny błazen, będący jednocześnie karłem i kulawcem, jest poniewieranym głuptaskiem anonimowego króla. Ów cechuje się niezaspokojonym zapałem i popędem do żartów, tak iż zdaje się żyć tylko dla nich. Błazen zaś, wraz ze swą najlepszą przyjaciółką Trippettą (także karlicą, choć piękną i urokliwą), został niegdyś porwany z ich własnej ojczyzny; oboje służą teraz na dworze królewskim niczym niewolnicy. Z powodu fizycznej deformacji protagonisty, która nie pozwala mu chodzić wyprostowanym, monarcha określa go mianem Żabiego skoczka.
Karzeł nie znosił wina, które podniecało biednego kalekę niemal do szaleństwa, a szaleństwo nie jest uczuciem przyjemnym. Na jednym z przyjęć król prosi go o pomysł na zbliżający się bal przebierańców. Zmusza go do picia kolejnych kielichów wina, bo jak mówi rozjaśni ci we łbie. W końcu Trippetta, wstawia się za przyjacielem, prosi władcę o litość. Władca, zaskoczony jej śmiałością, odpycha ją od siebie i chlusta jej winem w twarz. Po chwili ciszy, w której słychać tylko zgrzytanie zębów karła, rozlega się jego śmiech, na co również rozweselony tyran wraca do tematu strojów na maskaradę. Żabi skoczek sugeruje im realistyczne wyglądające kostiumy „ośmiu skutych orangutanów”. Pomysł przestraszenia zgromadzonych gości przypada do gustu królowi i jego siedmiu ministrom. Przystają oni na propozycję błazna, by nosić trykoty obcisłe (…) otynkowane smołą i pokryte opierzeniem. W przebraniu, związani mężczyźni, zostają wprowadzeni do salonu na chwilę przed północą.
Wielu gości jest zszokowanych widokiem, a niektórzy z nich wierzą, iż związane sylwetki to prawdziwe bestie. Duża część zgromadzonych osób biegnie do drzwi wyjściowych, nosząc się z zamiarem ucieczki, lecz błazen w porę nakazuje ich zamknięcie i oddanie klucza w jego ręce. W zamieszaniu Żabi skoczek przypina łańcuch znad sufitu do więzów podłączonych do kostiumów mężczyzn. Łańcuch unosi ich w górę, wysoko nad zgromadzonym tłumem. Karzeł zakłada następnie okulary, a publika zaczyna odbierać całą maskaradę jako dobrze odegraną uprzejmość. Błazen oznajmia, że jest w stanie zidentyfikować sprawców, jeśli tylko przyjrzy się im z bliska. Wspina się więc na ich wysokość i trzyma przy ich twarzach zapaloną pochodnię. Chwilę później w przeciągu mniej niż pół minuty ósemka orangutanów płonęła już zapamiętale wśród wrzasków ciżby, która gapiła się z dołu zdjęta przerażeniem i niezdolna najmniejszej podać pomocy. Tuż przed ucieczką do ojczyzny wraz z Trippettą, Żabi skoczek spogląda na przebranych mężczyzn i rozpoznaje ich prawdziwą naturę:
Teraz – rzekł – widzę wyraźnie, jakiego pokroju są owe larwy. Widzę potężnego króla i jego siedmiu doradców poufałych – króla, który bez namysłu uderza dziewczynę bezbronną, i jego siedmiu doradców, którzy go do okrucieństw zagrzewają. Co do mnie – jestem po prostu błaznom HopFrogiem – zaś to, co się stało, jest ostatnim moim figlem błazeńskim!

## Analiza
Podobnie jak w Beczce Amontillado główny wątek noweli oscyluje wokół motywu zemsty. W obu przypadkach morderca unika też kary za popełnioną zbrodnię. Jednak, podczas gdy w Beczce Amontillado ofiara jest ubrana w strój błazna, w Żabim skoczku to zabójca nosi go na sobie.
Zgrzytanie zębów w noweli jest symbolicznym elementem i ma miejsce na krótko przed wymyśleniem morderczego planu zemsty przez błazna, jak i zaraz po jego wykonaniu. W utworach pisarza symbolizują one moralność. Inne przykłady to odrażające i grobowe zęby konia w noweli Metzengerstein, agonalne nawoływania zahipnotyzowanego mężczyzny z Prawdziwego opisu wypadku z panem Waldemarem i obsesja wokół zębów Berenice.
Podobnie jak w Beczce Amontillado Żabi skoczek to próba literackiej zemsty na osobistych adwersarzach. Gdy Poe utrzymywał bliskie relacje z Sarą Helen Whitman i Nancy Richmond, członkowie nowojorskiego kręgu literackiego rozpuszczali plotki o domniemanych niestosownościach, wywołując w ten sposób skandal wokół osoby pisarza. Na główny plan wysuwa się tutaj Elizabeth F. Ellet, która czuła się odrzucona i uczuciowo zraniona przez pisarza. Ellet może być w dziele odpowiednikiem samego króla, a siedmiu ministrów to kolejno: Margaret Fuller, Hiram Fuller, Thomas Dunn English, Anne Lynch Botta, Anna Blackwell, Ermina Jane Locke oraz jej mąż.
Nowela, spisana przez autora u schyłku jego życia, ma charakter autobiograficzny także w innym wymiarze. Żabi skoczek, podobnie jak Poe, siłą został zabrany z domu i postawiony przed obliczem króla (ojca zastępczego Poego Johna Allana), nosił on dalej nazwisko nie ze chrztu, lecz później mu nadane, a trunek przyprawiał go o stratę zmysłów, zaś strata zmysłów zgoła nie jest wesołym środkiem trafnego samopoczucia. Podobnie jak Żabi skoczek, Poe był niepokojony przez osoby namawiające go do picia, a jedna szklanka wina wprowadzała w stan upojenia.
Pisząc nowelę Poe mógł bazować na prawdziwym zdarzeniu, do którego doszło podczas balu na dworze Karola VI Szalonego w styczniu 1393 roku. Za radą normańskiego dziedzica, król wraz z pięcioma innymi osobami, przebrał się za Satyra, nosząc łatwopalne kostiumy ze smoły i pierza. Czterech mężczyzn zginęło w ogniu, sam król został uratowany, ledwo uchodząc z życiem.
Powołując się na Barbarę Tuchman, Jack Morgan z Uniwersytetu Missouri, autor książki The Biology of Horror, wskazuje bal u Karola VI Szalonego jako możliwą interpretację Żabiego skoczka. Zdarzenie miało miejsce na balu maskaradowym w XIV wieku, podczas którego król i jego frywolna świta, w łatwopalnych materiałach, przebrani za małpie bestie, zostali podpaleni pochodnią, a sam władca rzeczywiście otarł się wtedy o śmierć.
Motyw orangutana pojawia się w Zabójstwie przy Rue Morgue, choć tam czytelnik ma do czynienia z prawdziwym zwierzęciem.
Hervey Allen interpretował nowelę jako alegorię: Poetycka pomysłowość (Żabi skoczek) i fantazja (Trippetta) łączą się razem w prozę życia codziennego i konieczność zarabiania pieniędzy (król i jego ministrowie).

## Publikacja
Nowela ukazała się po raz pierwszy 17 marca 1849 roku na łamach bostońskiej gazety „The Flag of Our Union”. Pierwotnie utwór nosił tytuł Hop Frog; Or, The Eight Chained Ourangoutangs. W liście do przyjaciółki Nancy Richmond Poe pisał: 5 stron pisanych prozą, które wczoraj skończyłem, noszą tytuł – jak myślisz? – Nigdy nie zgadniesz – Hop-Frog!. Tylko pomyśl o twoim Eddiem, piszącym historię z takim tytułem jak Hop-Frog!. Wyjaśniał on także, że mimo iż The Flag of Our Union z pryzmatu literackiego nie jest renomowaną gazetą, to jednak dobrze płaci.

## Adaptacje
- Francuski reżyser Henry Desfontaines jest twórcą pierwszej adaptacji noweli z 1910 roku.
- James Ensor jest autorem akwaforty Hop-Frog’s Revenge z 1898 roku, bazującej na utworze Poego.
- Symfonia Egene Coolsa z 1926 roku była inspirowana i nazwana za nowelą Poego.
- Fabuła zbliżona do Żabiego skoczka została użyta jako wątek poboczny w Masce Czerwonego Moru z 1964 roku Rogera Cormana. W filmie występują Vincent Price jako książę Prospero, Skip Martin jako karłowaty Hop-Frog, a rolę jego żony Trippetty zagrało dziecko, z towarzyszącym mu dogranym głosem starszej kobiety.
- W 1992 Julie Taymor nakręciła krótkometrażowy film, inspirowany nowelą i zatytułowany Fool’s Fire. W produkcji występują Michael J. Anderson jako Hop-Frog, Mireille Mosse jako „Trippetta” i Tom Hewitt w roli króla. Film pokazany na antenie PBS, przedstawia wszystkie postacie ubrane w maski i kostiumy (zaprojektowane przez Taymor), z wyjątkiem odsłoniętych twarzy Hop-Froga i Trippetty. Wiersze Poego takie jak Dzwony czy Sen we śnie także są integralną częścią fabuły.
- Hop- Frog jest częścią składową albumu Lou Reeda z 2003 zatytułowanego Raven. Jeden z utworów nosi tytuł Hop-Frog i jest śpiewany przez Davida Bowie.